# Northcott Ridge
Northcott Ridge är en bergstopp i Antarktis. Den ligger i Östantarktis. Australien gör anspråk på området. Toppen på Northcott Ridge är 1 889 meter över havet.
Terrängen runt Northcott Ridge är lite kuperad. Trakten är obefolkad. Det finns inga samhällen i närheten. 